# Spökskepp (musikalbum)
Spökskepp är ett studioalbum från 2007 av Staffan Hellstrand.
Albumet är till största delen inspelat i Hellstrands hemmastudio. 
Låten "Om vi dör nu" är en duett med Isabel De Lescano. Hon var senare frontfigur i gruppen De Lescano där Staffan Hellstrand också var medlem.

## Låtlista
Musik och text av Staffan Hellstrand.
| Nr  | Titel                    | Längd | Notering                     |
| --- | ------------------------ | ----- | ---------------------------- |
| 1.  | Ditt tak ska falla ner   | 3:33  |                              |
| 2.  | Om vi dör nu             | 2:47  | Duett med Isabel De Lescano. |
| 3.  | Allt som hände sen       | 3:02  |                              |
| 4.  | Till en danserska        | 3:11  |                              |
| 5.  | Epilog                   | 2:27  |                              |
| 6.  | Förlovat land            | 3:17  |                              |
| 7.  | Tolv slag för mig        | 3:46  |                              |
| 8.  | Spökskepp                | 3:36  | Duett med Lars Winnerbäck.   |
| 9.  | Oönskad hund             | 3:22  |                              |
| 10. | Du                       | 3:01  | Duett med Titiyo.            |
| 11. | Flyg inte med den ängeln | 2:28  |                              |
| 12. | Becca                    | 3:25  |                              |

## Medverkande
- Staffan Hellstrand: sång, gitarr, piano, orgel, bas, programmering
- Fredrik Blank: gitarr, kör
- Pontus Frisk: orgel, programmering

- Isabel De Lescano: sång
- Lotta Johansson: fiol
- Anna Stadling: kör
- Idde Schultz: kör
- Uno Svenningsson: kör
- Lars Winnerbäck: sång
- Titiyo: sång

## Listplaceringar
| Lista (2007) | Position |
| ------------ | -------- |
| Sverige      | 49       |

### Fotnoter
1. ↑  Information i Svensk mediedatabas.
2. ↑  Listplacering